# Kelvin
För andra betydelser, se Kelvin (olika betydelser).
Kelvin (K) är SI-enheten för temperatur. 
Enheten är uppkallad efter den brittiske fysikern William Thomson (1824–1907), adlad Lord Kelvin.

## Beskrivning
1 K definieras utifrån Boltzmanns konstant som (definitionsmässigt) har värdet 1,380 649×10−23 J/K. Kelvinskalans nollpunkt är den absoluta nollpunkten. Enheten kelvin är vanligast förekommande i tekniska och vetenskapliga sammanhang.
Celsiusskalan har kalibrerats så att mätvärden i grader Celsius är exakt 273,15 mindre än motsvarande mätvärden i kelvin. Skalstegen är exakt lika stora; en ökning i temperaturen med 1 kelvin är samma sak som en ökning med 1 °C.
Sambandet mellan de två skalorna lyder:
- T[°C] = T[K] − 273,15

Till skillnad från vad som gäller för enheterna Celsius och Fahrenheit använder man inte gradtecken (°) eller grader tillsammans med K eller kelvin. Enheten kelvin skrivs med gemener, medan förkortningen är en versal, K.